# Dominant (taalkunde)
De dominant is een begrip dat vooral bij het gebruik van naamvallen aan de orde komt. Het is een woord of woordgroep die een ander woord (eventueel betrekkelijk voornaamwoord) een naamval "oplegt". In sommige talen blijft dit wel beperkt tot woordvolgorde (als die taal weinig of geen naamvallen gebruikt). 

## Voorbeeld
- In de Latijnse zin "habet gladium" (hij heeft een zwaard) is gladium accusatief als lijdend voorwerp van habet, en is habet dus zijn dominant.